# Nu låt oss Gud vår Herre, tacka
Nu låt oss Gud vår Herre, tacka (tyska: Nun lasst uns Gott dem Herren) är en tysk måltidspsalm av Ludwig Helmbold.

## Publicerad i
- Göteborgspsalmboken 1650 under rubriken "Loffsånger effter Måltijdh".[2]
- Den svenska psalmboken 1694 som nummer 402 under rubriken "Måltidz Psalmer".
- 1695 års psalmbok som nummer 342 under rubriken "Måltijdz-Psalmer".[1]